# Овчинниково (Белгородская область)
Овчи́нниково — село на северо-западе Валуйского района Белгородской области, входит в состав Принцевского сельского поселения.

## История
В 1859 году — «деревня казенная Овчинникова (Вертячая) при заливе реки Оскола» Валуйского уезда в 20 верстах от уездного города «по левую сторону большого проселочного тракта от г. Валуек на г. Старый Оскол» - 59 хозяйств, 426 жителей (197 муж., 229 жен).
1900 г. — 36 хозяйств, 271 житель (131 муж., 140 жен.).
В 1902 г. большая группа овчинниковских крестьян во главе со «смутьяном и подстрекателем» Василием Бусловским «занималась потравой луга» помещика Гаевского. Бусловский был осужден на семилетнее тюремное заключение...
С июля 1928 года деревня Овчинниково в Принцевском сельсовете Валуйского района; на 1 января 1932 г. в О. — 573 жителя (в с. Принцевке — 803)...
По данным переписей населения в с. Овчинниково на 17 января 1979 г. 279 жителей, на 12 янв. 1989 г. — 191 (80 муж., 111 жен.), на 1 янв. 1994 г. - 179 жит. и 79 хозяйств; в 1997 г. — 74 домовладения и 161 житель; в 1999 г. — 158 жит., в 2001 г. — 127, в 2002 г. — 128, в 2006 г. — 111, в 2007 г. — 100, в 2008 г. — 97, в 2009 г. — 98, в 2010 г. в с. Овчинниково — 101 житель.

## География
Расположено на левом берегу реки Оскол (приток Дона), в 25 км от районного центра города Валуйки, и 5 километрах от сельского совета села Принцевка.
Близ села расположен крупный лесной массив «урочище Овчинницкие сосны» общей площадью 175 Га, преобладающие растения сосна и тополь.
Экологическая обстановка на хорошем уровне.

## Экономика
В селе отсутствуют промышленные и сельскохозяйственные предприятия. В трех километрах севернее села, расположена откормочная площадка бройлерной птицы предприятия "Приосколье" на котором заняты некоторые жители села.

## Население
| 1859 | 2002 | 2010 |
| ---- | ---- | ---- |
| 426  | ↘122 | ↘117 |

Население села в основном пенсионеры и люди предпенсионного возраста, имеются так же дачники.

## Транспорт
Через остановочный пункт "Овчинниково" на автодороге Валуйки-Новый Оскол проходит несколько междугородних автобусов, которые обслуживают жителей и гостей села. Например автобус Валуйки-Белгород осуществляет проезд каждый час ежедневно. Автобус Валуйки-Волоконовка проходит два раза в день, ежедневно. Железнодорожный транспорт проходит через остановочный пункт 730 км. ЮВЖД на дистанции Валуйки-Старый Оскол. Электричка Валуйки-Старый Оскол осуществляет трехразовые рейсы с остановкой на 730 о.п. который находится в 1.5 км от села Овчинниково.

## Инфраструктура
Инфраструктура села не развита, в селе отсутствуют магазины, школы и досуговые центры, ближайший магазин, клуб, школа и почта в соседнем селе Принцевка в 5 км к востоку от села.